# Anna Lucemburská
Anna Lucemburská, známější spíše jako Anna Česká (11. května 1366, Praha – 7. června 1394, Londýn), byla dcerou českého krále a římskoněmeckého císaře Karla IV. a jeho čtvrté manželky Alžběty Pomořanské, manželkou Richarda II. Plantageneta a anglickou královnou. Byla polorodou sestrou českého a římskoněmeckého krále Václava IV. a sestrou císaře Zikmunda Lucemburského.

## Zásnuby

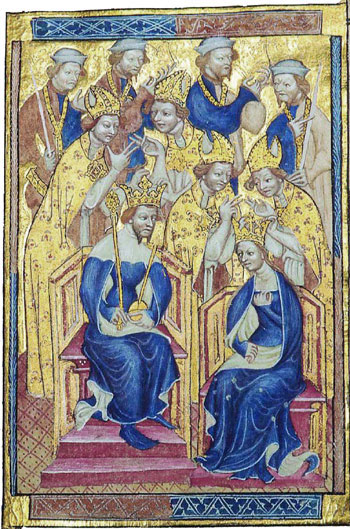
Anna a Richard II. (Liber Regalis – London, Westminster Abbey, MS 38, f. 20)

Už jako pětiletou zasnoubil Annu její otec s Albrechtem z Wittelsbachu, synem bavorského vévody. Brzy poté jí ovšem za manžela vybral syna markraběte míšeňského a lantkraběte durynského Fridricha, který byl potenciálním držitelem kurfiřtského hlasu při volbě císaře.
I z tohoto plánu však sešlo. Na další vývoj promyšlené sňatkové politiky císaře Karla IV. měl vliv rozkol v katolické církvi, k němuž došlo v roce 1378. Za nového papeže byl zvolen Ital Bartolomeo di Prignano, který přijal jméno Urban VI. Francouzští kardinálové volbu neuznali, za papeže prohlásili Roberta Ženevského, který si vybral jméno Klement VII. a usadil se v Avignonu. Na stranu Urbana VI. se postavili nejen Italové, ale také císař Karel IV., jeho syn Václav a anglický král. Za této situace považoval Karel IV. sblížení s Anglií za velmi důležité a rozhodl se provdat svou dceru Annu za krále této země. Tímto způsobem chtěl oslabit svého dosavadního spojence, Francii, a přimět jejího krále k tomu, aby se zřekl podpory vzdoropapeže Klementa VII. Spojenectvím s Anglií sledoval ještě jeden cíl, posílení postavení rodových lucemburských držav v Nizozemí. Ještě než ke sňatku došlo, císař Karel IV. zemřel. Jeho syn Václav IV. otcův záměr splnil.
| „                   | Kardinálové protipapežovi spoléhali se byli ve svých nadějích nejvíce na vyjednávání, které královský rod franský roku 1380 zavedl byl k tomu cíli, aby nezletilý ještě král Karel VI. a Václavova mladá a milostná sestra Anna spolu zasnoubeni byli. Tím větší práci dával sobě kardinál Pileus, aby zmařil oumysly takové, a podporoval naproti tomu Richarda II., krále anglického, jenž tutéž princeznu sobě namlouval. | “ |
| — František Palacký | |   |

České poselstvo vedené kardinálem Pileusem de Pratou mělo u anglického dvora úkol provdat Annu a především uzavřít politický svazek mezi Václavem IV. a Richardem II. Jednání probíhala střídavě v Anglii a v Praze. Teprve v říjnu 1381 se vydala Anna s početným doprovodem do své nové vlasti. Francouzi ji málem do Anglie nepustili, ale volnou cestu jí zajistil nevlastní strýc Václav Lucemburský. V prosinci dorazila do Calais, které bylo tehdy anglickým územím. Zde ji přivítal králův polorodý bratr John Holland, pozdější vévoda z Exeteru. Po příjezdu do Anglie se Anny ujal králův strýc Jan z Gentu, vévoda z Lancasteru. Svého manžela spatřila poprvé 18. ledna 1382 v Londýně. O dva dny později se konala svatba a 22. ledna 1382 byla Anna korunována jako anglická královna.
| „                   | … ještě před ukončením roku 1381 dojela Londýna Anna Česká. Její příchod tam oznámil se hned milostmi, kterých domohla se na manželu svém pro některé vězně politické; také pozdější hojné přímluvy takové a jiných dobrodiní drahně pojistily jí v Anglii až podnes památku a název „dobré královny Anny“. | “ |
| — František Palacký | |   |

## Manželství
| „                | Krátce po sňatku provodil král Richard královnu od Windsoru a žili pak spolu velmi šťastně. | “ |
| — Jean Froissart |                                                                                             |   |

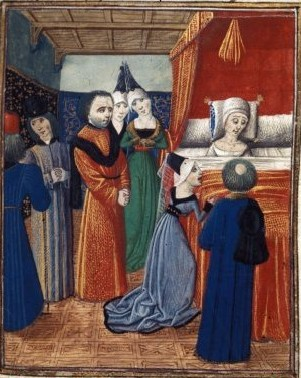
Anna na smrtelné posteli (středověká iluminace)

Údajně spokojené manželství trvalo dvanáct let, ale nenarodily se z něj žádné děti. Během této doby zesílily vzájemné kontakty mezi Anglií a Českým královstvím. Spousta osob z doprovodu královny Anny také zůstala v Anglii. Zdeněk Brtnický z Valdštejna poznamenal, že se anglické dvorní dámy údajně naučily jemným mravům právě od dvorních dam, které přišly s Annou z Čech. Dalším výsledkem vzájemných kontaktů obou zemí bylo zveřejnění učení náboženského reformátora Johna Wycliffa v Českém království.
Annina smrt, způsobená morem v roce 1394, byla pro Richarda II. velkou ranou. Královský zámek Sheen, kde Anna zemřela, nechal zbourat a při pohřbu zuřivě napadl hraběte z Arundelu za to, že se na obřad dostavil pozdě. Richard se po dvou letech, v roce 1396, oženil se sedmiletou Isabelou z Valois. V roce 1399 ho z trůnu sesadil jeho bratranec Jindřich. Richard II. zemřel na začátku následujícího roku ve vězení hradu Pontefract. Až třináct let po své smrti (na začátku vlády Jindřicha V.) byl pochován po boku své milované manželky Anny ve Westminsterském opatství, jak sám plánoval.

## Odkaz

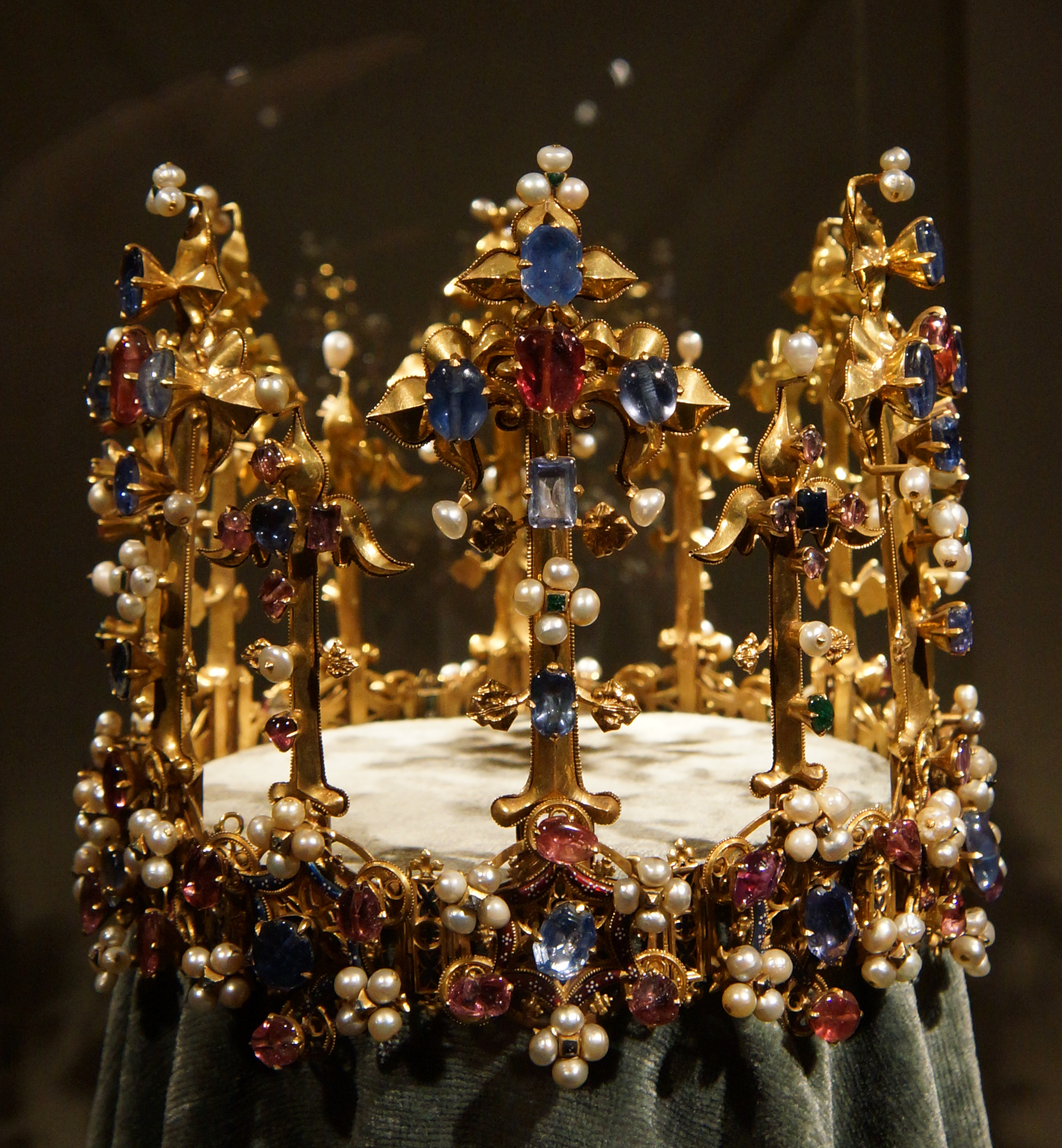
Tzv. Koruna princezny Blanky

Anna nebyla původně v Anglii příliš v oblibě. Richard za její ruku jejímu bratrovi zaplatil 20 000 florinů (v přepočtu zhruba dnešní 4 000 000 liber), aniž by obdržela věno, a sňatek přinášel jenom málo diplomatických výhod oproti těm, které obvykle přinášely sňatky s francouzskými princeznami. Westminsterský kronikář ji nazval „lidským odpadem“ a Thomas Walsingham viděl jako neblahé znamení, že lodě, na kterých přijela, byly roztříštěny, jakmile se Anna vylodila.
Existují však důkazy o tom, že se postupně stávala oblíbenější. Byla známa jako velmi laskavá žena, Angličané ji měli rádi. Zajímala se o prominutí trestů poddaných (například účastníků revolty roku 1381). Několikrát se veřejně přimlouvala u krále. Díky ní král v roce 1384 odsoudil Johna Northamptona, dřívějšího londýnského starostu, k doživotnímu žaláři místo smrti. Její nejznámější přímluva byla ve prospěch Londýňanů během ceremoniálního usmíření Richarda a města Londýna v roce 1392. Královninu roli zaznamenal Richard Maidstone v Reconciliation of Richard II with the City of London.
Anna také zkoušela u Lordů odvolatelů v roce 1388 zasáhnout ve prospěch Simona Burleyho, Richardova učitele v dětství. I přes její prosby však byl Burley popraven.
Anně se nepodařilo splnit tradiční ženskou povinnost tehdejší doby – nedala Richardovi potomka a dědice. Děti ostatně neměl ani její bratr Václav IV. a mnoho dalších lucemburských příbuzných. Eveshamská kronika tvrdí, že „tato královna, ačkoliv neporodila dítě, přesto přispěla ke slávě a bohatství tohoto království tak, jak byla schopna. Šlechtici i poddaní po její smrti velmi trpěli“. Její přezdívka „Good Queen Anne“ ostatně naznačuje, že bezdětnost pro její oblibu příliš důležitá nebyla.
Hrob „dobré královny Anny“ v londýnském Westminsteru je dodnes poutním místem. Jedná se o společný (dnes poničený) hrob s Richardem II., který kdysi vyobrazoval oba manžele, jak se drží za ruce. Nápis na jejím hrobě Annu popisuje jako „krásnou tělem a její tvář byla jemná a půvabná“. Když byl její hrob v roce 1871 otevřen, bylo zjištěno, že mnoho jejích kostí bylo ukradeno dírou v rakvi.
Předpokládá se, že byla majitelkou tzv. koruny princezny Blanky, která je v současnosti v depozitáři v Mnichově. Do rukou Wittelsbachů se dostala v souvislosti se svatbou Blanky Anglické s Ludvíkem Falckým.

## Vývod z předků
|                  |                           |  |                         |                           |  |  |  |  |  |  |  | Jindřich VI. Lucemburský |
|                  |                           |  |                         |                           |  |  |  |  |  |  |  |                          |
|                  | Jindřich VII. Lucemburský |  |                         |                           |  |  |  |  |  |  |  |                          |
|                  |                           |  |                         |                           |  |  |  |  |  |  |  |                          |
|                  |                           |  |                         | Beatrix z Avesnes         |  |  |  |  |  |  |  |                          |
|                  |                           |  |                         |                           |  |  |  |  |  |  |  |                          |
|                  | Jan Lucemburský           |  |                         |                           |  |  |  |  |  |  |  |                          |
|                  |                           |  |                         |                           |  |  |  |  |  |  |  |                          |
|                  |                           |  |                         | Jan I. Brabantský         |  |  |  |  |  |  |  |                          |
|                  |                           |  |                         |                           |  |  |  |  |  |  |  |                          |
|                  | Markéta Brabantská        |  |                         |                           |  |  |  |  |  |  |  |                          |
|                  |                           |  |                         |                           |  |  |  |  |  |  |  |                          |
|                  |                           |  |                         | Markéta z Dampierre       |  |  |  |  |  |  |  |                          |
|                  |                           |  |                         |                           |  |  |  |  |  |  |  |                          |
|                  | Karel IV.                 |  |                         |                           |  |  |  |  |  |  |  |                          |
|                  |                           |  |                         |                           |  |  |  |  |  |  |  |                          |
|                  |                           |  |                         | Přemysl Otakar II.        |  |  |  |  |  |  |  |                          |
|                  |                           |  |                         |                           |  |  |  |  |  |  |  |                          |
|                  | Václav II.                |  |                         |                           |  |  |  |  |  |  |  |                          |
|                  |                           |  |                         |                           |  |  |  |  |  |  |  |                          |
|                  |                           |  |                         | Kunhuta Uherská           |  |  |  |  |  |  |  |                          |
|                  |                           |  |                         |                           |  |  |  |  |  |  |  |                          |
|                  | Eliška Přemyslovna        |  |                         |                           |  |  |  |  |  |  |  |                          |
|                  |                           |  |                         |                           |  |  |  |  |  |  |  |                          |
|                  |                           |  |                         | Rudolf I. Habsburský      |  |  |  |  |  |  |  |                          |
|                  |                           |  |                         |                           |  |  |  |  |  |  |  |                          |
|                  | Guta Habsburská           |  |                         |                           |  |  |  |  |  |  |  |                          |
|                  |                           |  |                         |                           |  |  |  |  |  |  |  |                          |
|                  |                           |  |                         | Gertruda z Hohenbergu     |  |  |  |  |  |  |  |                          |
|                  |                           |  |                         |                           |  |  |  |  |  |  |  |                          |
| Anna Lucemburská |                           |  |                         |                           |  |  |  |  |  |  |  |                          |
|                  |                           |  |                         |                           |  |  |  |  |  |  |  |                          |
|                  |                           |  | Bogislav IV. Pomořanský |                           |  |  |  |  |  |  |  |                          |
|                  |                           |  |                         |                           |  |  |  |  |  |  |  |                          |
|                  | Wartislaw IV. Pomořanský  |  |                         |                           |  |  |  |  |  |  |  |                          |
|                  |                           |  |                         |                           |  |  |  |  |  |  |  |                          |
|                  |                           |  |                         | Markéta z Rügenu          |  |  |  |  |  |  |  |                          |
|                  |                           |  |                         |                           |  |  |  |  |  |  |  |                          |
|                  | Bogislav V. Pomořanský    |  |                         |                           |  |  |  |  |  |  |  |                          |
|                  |                           |  |                         |                           |  |  |  |  |  |  |  |                          |
|                  |                           |  |                         | Ulrich I. z Lindow-Rupinu |  |  |  |  |  |  |  |                          |
|                  |                           |  |                         |                           |  |  |  |  |  |  |  |                          |
|                  | Alžběta z Lindau-Ruppinu  |  |                         |                           |  |  |  |  |  |  |  |                          |
|                  |                           |  |                         |                           |  |  |  |  |  |  |  |                          |
|                  |                           |  |                         | Adéla ze Schladenu        |  |  |  |  |  |  |  |                          |
|                  |                           |  |                         |                           |  |  |  |  |  |  |  |                          |
|                  | Alžběta Pomořanská        |  |                         |                           |  |  |  |  |  |  |  |                          |
|                  |                           |  |                         |                           |  |  |  |  |  |  |  |                          |
|                  |                           |  |                         | Vladislav I. Lokýtek      |  |  |  |  |  |  |  |                          |
|                  |                           |  |                         |                           |  |  |  |  |  |  |  |                          |
|                  | Kazimír III. Veliký       |  |                         |                           |  |  |  |  |  |  |  |                          |
|                  |                           |  |                         |                           |  |  |  |  |  |  |  |                          |
|                  |                           |  |                         | Hedvika Kališská          |  |  |  |  |  |  |  |                          |
|                  |                           |  |                         |                           |  |  |  |  |  |  |  |                          |
|                  | Alžběta Piastovna         |  |                         |                           |  |  |  |  |  |  |  |                          |
|                  |                           |  |                         |                           |  |  |  |  |  |  |  |                          |
|                  |                           |  |                         | Gediminas                 |  |  |  |  |  |  |  |                          |
|                  |                           |  |                         |                           |  |  |  |  |  |  |  |                          |
|                  | Aldona Litevská           |  |                         |                           |  |  |  |  |  |  |  |                          |
|                  |                           |  |                         |                           |  |  |  |  |  |  |  |                          |
|                  |                           |  |                         | Jewna                     |  |  |  |  |  |  |  |                          |
|                  |                           |  |                         |                           |  |  |  |  |  |  |  |                          |